# Buggy Car Company
Buggy Car Company war ein US-amerikanischer Hersteller von Automobilen.

## Unternehmensgeschichte
Das Unternehmen wurde 1908 in Cincinnati in Ohio gegründet. Im September 1908 wurde alles von der Postal Automobile & Engineering Company übernommen und die Produktion derer Fahrzeuge fortgesetzt. Der Markenname lautete Buggy Car, was eine Quelle als Mangel an Einfallsreichtum bezeichnet. 1909 endete die Produktion.

## Fahrzeuge
Im Angebot standen Highwheeler. Mit ihren großen Rädern eigneten sie sich für die damaligen schlechten Straßen.
Eine Modellreihe hatte einen Zweizylindermotor mit 16/18 PS Leistung. Die Motorleistung wurde über ein Friktionsgetriebe und zwei Ketten an die Hinterachse übertragen. Der Radstand betrug 193 cm. Model A und Model B waren als Runabout und Lieferwagen erhältlich. Model C war ein Surrey.
Die andere Modellreihe hatte ebenfalls einen Zweizylindermotor, der aber nur 12,5 PS leistete, sowie ein Planetengetriebe. Das Fahrgestell hatte den gleichen Radstand. Als No. 1 gab es einen zweisitzigen Runabout und als No. 4 einen dreisitzigen Runabout.

## Modellübersicht
| Jahr      | Modell         | Ausführung | Zylinder | Leistung (PS) | Radstand (cm) | Aufbau                |
| --------- | -------------- | ---------- | -------- | ------------- | ------------- | --------------------- |
| 1908–1909 | Friction Drive | Model A    | 2        | 16/18         | 193           | Runabout, Lieferwagen |
| 1908–1909 | Friction Drive | Model B    | 2        | 16/18         | 193           | Runabout, Lieferwagen |
| 1908–1909 | Friction Drive | Model C    | 2        | 16/18         | 193           | Surrey                |
| 1908–1909 | Planetary      | No. 1      | 2        | 12,5          | 193           | Runabout 2-sitzig     |
| 1908–1909 | Planetary      | No. 4      | 2        | 12,5          | 193           | Runabout 3-sitzig     |